# Die Sonne und du
Die Sonne und du ist ein Lied des österreichischen Sängers Udo Jürgens aus dem Jahr 1983.

## Entstehung und Inhalt
Udo Jürgens schrieb den Song selbst, der Text stammt von Michael Kunze. Jürgens produzierte den Song auch. Das Lied basiert auf einem Reggae-Rhythmus ähnlich wie der zu der Zeit populäre Hit Sunshine Reggae von Laid Back. Den Bass spielte Chuck Tscheschner. Der Protagonist blickt zunächst in der ersten Strophe auf den vergangenen „super“ Sommer und die Zeit mit der angesprochenen Person zurück – die wie die Sonne „dazu“ gehöre –, um sich dann in der zweiten Strophe auf den Sommer im nächsten Jahr zu freuen. Zum Schluss werden etliche Urlaubsziele aufgezählt, von Rimini bis zum Wörthersee, von Mallorca bis Timmendorf.

## Veröffentlichung und Rezeption
Die Single erschien im November 1983 bei Ariola. Auf der B-Seite befindet sich der Titel Angela. Die Single erreichte Platz 41 in Deutschland und war 13 Wochen platziert, vom 21. November 1983 bis zum 13. Februar 1984. Jürgens erreichte als Interpret hiermit zum 39. Mal die deutschen Singlecharts. Das Lied erschien auch auf seinem Album Traumtänzer sowie auf diversen Kompilationen. Darüber hinaus erschien auch eine Singleversion mit Angela als A-Seite und Die Sonne und du als B-Seite für den europäischen Markt.
Bereits am 15. Oktober 1983 führte Jürgens den Song bei Wetten, dass..? mit Frank Elstner aus Mainz auf. Zudem sang er den Titel in der ZDF-Hitparade mit Dieter Thomas Heck, am 19. Dezember 1983 stellte er ihn vor und wurde auf Platz drei gewählt, so dass er ihn am 25. Februar 1984 erneut singen durfte.

## Titelliste der Single
7″-Single
1. Die Sonne und du (3:59)
2. Angela (3:45)

## Coverversion
2010 coverte der deutsche Sänger Jürgen Schmitt das Lied.